# Еленов дол
Еленов дол е село в Западна България. То се намира в Община Своге, Софийска област.

## География
Село Еленов дол се намира в планински район.

## История
Селото е основано чрез отцепвано от село Липница през 1956 година.